# Ophidiocephalus taeniatus
Ophidiocephalus taeniatus (бронзовоспинний лусконіг) — вид геконоподібних ящірок родини лусконогових (Pygopodidae). Ендемік Австралії. Це єдиний представник монотипового роду Ophidiocephalus

## Поширення і екологія
Ophidiocephalus taeniatus мешкають між містечком Шарлотт-Уотерс і горами Беддом-Рейндж  на півдні Північної Території, а також в околицях Кубер-Педі на півночі Південої Австралії. Вони живуть в напівпустелях, серед опалого листя під акаціями та іншими чагарниками.